# 里奇熊虫科
里奇熊虫科（学名：Richtersiusidae）为并爪目的一个科。

## 下级分类
本科包括以下属：
- Diaforobiotus Guidetti, Rebecchi, Bertolani, Jönsson, Kristensen & Cesari, 2016
- 里奇熊虫属 Richtersius Pilato & Binda, 1990